# Baumgarten Egmont
Baumgarten Egmont (Bécs, 1859 – Budapest, 1912. április 7.) gégész, orvos, tanár.

## Élete
Baumgarten Antal és Baumgarten Cecília fia. Budapesten és Bécsben tanult, az utóbbi helyen volt kórházi orvos, majd Chiari tanárnál képezte ki magát gégespecialistává. 1885-től kezdve Budapesten volt, előbb a Stefánia-kórház, majd a Poliklinika gégegyógyászi főorvosa és egyszersmind egyetemi magántanár. Számos tanulmánya jelent meg hazai és külföldi szakfolyóiratokban. Nagyobb művei: Die Epistaxis és A rostacsont gennyedeséről. 1912. április 7-én délután 1 órakor hunyt el. Sírja a Kozma utcai izraelita temetőben található (5A parcella, 34. sor, 4. sír). Neje Kohn Irén volt.